# 'Till I Collapse
Till I Collapse é uma canção do rapper Eminem para o álbum The Eminem Show, a canção foi a decima oitava faixa do álbum e conta com a participação de Nate Dogg.

## Antecedentes
A canção foi certificada como dupla platina apos vender dois milhões de copias no Estados Unidos. Na letra da faixa Eminem faz referência a rappers como  Jay-Z, Tupac Shakur, The Notorious B.I.G., André 3000, Jadakiss, Kurupt, Nas entre outros.

## Desempenho nas paradas
| Paradas (2006)                                | Melhor posição |
| --------------------------------------------- | -------------- |
| Reino Unido (UK Singles Chart)                | 192            |
| paradas (2009)                                | Melhor posição |
| Reino Unido (UK Singles Chart)                | 73             |
| Paradas (2012)                                | Melhor posição |
| Irlanda (Irish Singles Chart)                 | 77             |
| Estados Unidos (Billboard Digital Song Sales) | 75             |

## Certificações
| País                  | Certificação |
| --------------------- | ------------ |
| Alemanha (BVMI)       | Ouro         |
| Estados Unidos (RIAA) | 8× Platina   |